# 825
Cette page concerne l'année 825  du calendrier julien. Pour l'année 825 av. J.-C., voir 825 av. J.-C.
L'année 825 est une année commune qui commence un dimanche.

## Événements

### Asie
- Fondation de la ville de Pegu, capitale de l'ethnie Môn en Birmanie (date traditionnelle 573)[1].

### Europe
- Mai : assemblée générale de l’Empire carolingien à Aix-la-Chapelle.
  - Louis le Pieux reçoit une ambassade bulgare retenue depuis Noël en Bavière. Aucun accord n’est conclu[2]. Les Bulgares attaquent les Francs en 827 et leur prennent Sirmium et Belgrade.
  - Louis le Pieux rappelle aux évêques qu’ils doivent veiller à organiser des écoles dans leurs diocèses[3].
- 24 juillet : nouveau raid viking contre Iona en Écosse. Le moine Blathmac est tué parce qu'il refusait de révéler la cachette de la châsse de Saint Colomba[4].
- 1er novembre : concile de Paris chargé d'examiner la question des images à la suite de l'ambassade byzantine de 824, réuni avec l'autorisation du pape. Les évêques et les prélats se prononcent en faveur de la thèse grecque[5], combattant également ceux qui adorent les images et ceux qui veulent les détruire[6].

- Bataille d'Ellendune près de Wroughton qui marque la fin de la suprématie de la Mercie sur l'Angleterre : Egbert de Wessex est victorieux de Beornwulf de Mercie. Il renverse Baldred, roi du Kent, et soumet son royaume[7].
- Nouvelle révolte du chef breton Wiomarc'h qui est tué par le comte Lambert de Nantes[8].
- Louis le Pieux accorde des privilèges commerciaux et religieux[9] aux marchands juifs Radhanites Donat, Samuel, Abraham de Saragosse, David Davitis et Joseph de Lyon[10],[11],[12].

## Naissances en 825
- Louis II dit le Jeune († 875), fils de Lothaire Ier et Ermengarde, empereur d'Occident (855-875).

## Décès en 825
- Abū al-ʿAtāhiyya, poète arabe de Kufa[13].
- Wiomarc'h, chef breton exécuté par Lambert Ier de Nantes.